# Попово прасе
Поповото прасе (Gryllotalpa gryllotalpa) е вид крилато насекомо от семейство Попови прасета (Gryllotalpidae) и от разред Правокрили.

## Алтернативни имена
В някои краища на България е по-известно като „конощип“ („коньощип“ в Самоков, „конощреп“ в Троянско). „Рачка“ в Петричко, „куркумишка“ в някои части на Североизточна България, "скорпишница" в селата около Силистра, „конопищица“ в Свищовско, „конощипица“ в Ловешко, „щипоконица“ в Поповско, „скороплежник“ във Видинско, „кропищница“ в Никополско.

## Разпространение
Поповото прасе е повсеместно разпространено и едно от най-опасните насекоми неприятели на земеделското производство в България. Обитава по-влажните почви, което обяснява по-голямото му разпространение на терени, където се прилага напояване (разсадопроизводство, зеленчукопроизводство, производство на посадъчен материал, дворове, оранжерии), а също така и в насаждения с етерично-маслени култури. Поради това че насекомото не е профилирано да се храни при отделна или група култури, то се възприема за многоядно.

## Морфологични особености
Поповото прасе е насекомо с непълна метаморфоза и преминава през 3 стадия – яйце, ларва и възрастно.
- Възрастно насекомо. Има продълговато тяло с тъмнокафяв цвят, със седефен блясък отгоре и кафявожълт отдолу. Преднегърдът е елипсовиден и много твърд. Предните крила са къси и триъгълни, а задните са по-дълги от тялото. На коремчето си има дълги членести церки. Предните крака са видоизменени, наподобяват лопатки и са пригодени за ровене в почвата. Дълго е 40 – 50 mm.
- Яйце. Има големина, форма и цвят на зърно от просо.
- Ларва. Прилича на възрастното насекомо, но е без крила. След излюпването е белезникава, но след като линее няколко пъти става светло кафява. Достига дължина 35 – 40 mm.

## Биологични особености
- Развива едно поколение годишно и презимува като ларва, нимфа и възрастно насекомо в почвата.
- При затопляне на времето се придвижва към повърхността на почвата, започва да се храни с млади корени, нежни стъбла и листа до повърхността, прави ходове, с което допълнително уврежда корените на растенията.
- Полова зрялост настъпва в края на май или през юни, когато мъжките индивиди излизат през топлите вечери и прелитат в търсене на партньорка; това е периодът, през който насекомото копулира. Оплодената женска прави полусферични гнезда в почвата, където пренася части от растения и снася яйцата си. За период от 30 – 45 дни една оплодена женска снася до 700 яйца.
- Излюпването започва от края на юни. През първия месец ларвите живеят в гнездото, където се хранят с изгнилата растителна материя, пренесена от майката. В началото на август те започват самостоятелен живот.

## Борба с поповото прасе
Прилага се борба чрез примамки и чрез инсектициди. Използването на инсектициди става най-вече чрез третиране на семената и корените на разсада.
При малки площи, силно нападнати от попово прасе, през зимните месеци се изкопават дупки с размери 50/50/50 см (или траншеи), в които се поставя пресен оборски тор. Топлината привлича насекомите и те се събират в примамката. Примамките се изгребват заедно с поповите прасета в тях и се унищожават или при ниски температури и замръзнала почва се разпръскват върху почвата, за да загинат насекомите.